# ۱۲ جمادی‌الاول
۱۲ جمادی‌الاول، دوازدهمین روز از ماه جمادی‌الاول در تقویم هجری قمری است.
در تقویم هجری قمری قراردادی این روز صد و سیمین روز سال است.